# And…
『and…』（アンド…）は、上白石萌音の2枚目のアルバムであり、自身初のオリジナルアルバム。2017年7月12日にポニーキャニオンから発売。

## 解説
映画『舞妓はレディ』や劇場アニメ『君の名は。』の主演で知られる女優・上白石萌音の初オリジナル・アルバムである。
このアルバムでは、上白石が以前より関わりがあったアーティストに1曲ずつ楽曲提供を受け、上白石自身は、「Sunny」「きみに」「String」の3曲で作詞に初挑戦した。

## 収録曲
1. 告白 (5:17)
作詞・作曲:秦基博 / 編曲:皆川真人
  - フジテレビ系「めざましテレビアクア」2017年度テーマ曲
2. Sunny (3:57)
作詞:上白石萌音 / 作曲・編曲:多保孝一・小島裕規
3. パズル (3:13)
作詞:藤林聖子 / 作曲・編曲:世武裕子
  - NHKEテレ「境界のRINNE」第3シリーズエンディングテーマ
4. きみに (3:46)
作詞:上白石萌音 / 作曲:藤原さくら / 編曲:関口シンゴ
5. カセットテープ (3:59)
作詞・作曲:名嘉俊 （HY)
6. String (4:49)
作詞:上白石萌音 / 作曲・編曲:弦一徹
7. The Voice of Hope (5:50)
作詞:岩里祐穂 / 作曲・編曲:河野伸
8. ストーリーボード (4:28)
作詞・作曲:内澤崇仁（androp） / 編曲:島田昌典

## 参加アーティスト
このアルバムに楽曲提供したアーティストが参加している。
- 上白石萌音：歌、コーラス（＃4,8）
- 秦基博：プロデュース、アコースティック・ギター（＃1）
- 世武裕子：アコースティックピアノ（＃3）
- 藤原さくら：コーラス（＃4）
- 弦一徹：ストリングス（＃6）
- 河野伸：アコースティックピアノ（＃7）
- 内澤崇仁：コーラス（＃8）